# Chieko Homma
Chieko Homma (jap. 本間 知恵子, Homma Chieko) ist eine ehemalige japanische Fußballspielerin.

## Karriere
Homma wurde 1981 in den Kader der japanischen Nationalmannschaft berufen und kam bei der Fußball-Asienmeisterschaft der Frauen 1981 zum Einsatz. Insgesamt hat sie drei Länderspiele für Japan bestritten.